# یولیا کرینکه
یولیا کرینکه (لهستانی: Julia Krynke؛ زادهٔ ۲۰ نوامبر ۱۹۷۹) بازیگر اهل لهستان است. وی دانش‌آموختۀ آکادمی ملی هنرهای نمایشی آ.س.ت. در کراکوف است و از سال ۱۹۹۸ میلادی تاکنون مشغول فعالیت بوده‌است.
از فیلم‌ها یا برنامه‌های تلویزیونی که وی در آن نقش داشته است می‌توان به انتقام‌جویان: عصر اولتران، مأموران مخفی، خیابان، خانه کشیش، کارآگاهان جنایی و شهر هالبی اشاره کرد.